# Turning to Crime
Turning to Crime — 22-й студийный альбом британской рок-группы Deep Purple, который вышел 26 ноября 2021 года. Пластинка полностью состоит из кавер-версий и является последним альбомом, записанным группой со Стивом Морсом до его ухода из группы в июле 2022 года.

## Об альбоме
Turning to Crime был создан по предложению Боба Эзрина, продюсера Deep Purple с 2013 года. Выпущенный примерно через пятнадцать месяцев после Whoosh!, это был первый альбом после Come Taste the Band 1975 года, выпущенный Deep Purple всего через год после предыдущего студийного альбома.
Трек «The Battle of New Orleans» знаменует собой первый раз, когда Роджер Гловер исполнил какой-либо вокал на студийной записи Deep Purple.
13-й трек, «(I’m a) Road Runner», стал доступен для загрузки 6 октября 2021 года, а затем был выпущен в ограниченном выпуске винилового бокс-сета 5×12″, как сторона „Б“ сингла «7 and 7 is».

## Список композиций
| №   | Название                                      | Оригинальный исполнитель                                                                            | Длительность |
| --- | --------------------------------------------- | --------------------------------------------------------------------------------------------------- | ------------ |
| 1.  | «7 and 7 Is»                                  | Love                                                                                                | 2:28         |
| 2.  | «Rockin' Pneumonia and the Boogie Woogie Flu» | Хьюи Смит                                                                                           | 3:15         |
| 3.  | «Oh Well»                                     | Fleetwood Mac                                                                                       | 4:31         |
| 4.  | «Jenny Take a Ride!»                          | Mitch Ryder and The Detroit Wheels                                                                  | 4:36         |
| 5.  | «Watching the River Flow»                     | Боб Дилан                                                                                           | 3:02         |
| 6.  | «Let the Good Times Roll»                     | Луи Джордан                                                                                         | 4:22         |
| 7.  | «Dixie Chicken»                               | Little Feat                                                                                         | 4:43         |
| 8.  | «Shapes of Things»                            | The Yardbirds                                                                                       | 3:40         |
| 9.  | «The Battle of New Orleans»                   | Джонни Хортон                                                                                       | 2:51         |
| 10. | «Lucifer»                                     | Bob Seger System                                                                                    | 3:45         |
| 11. | «White Room»                                  | Cream                                                                                               | 4:53         |
| 12. | «Caught in the Act»                           | Moloch / Booker T. & the M.G.’s / The Allman Brothers Band / Led Zeppelin / The Spencer Davis Group | 7:49         |

Примечания:
1. ↑  попурри из композиций Going Down, Green Onions, Hot 'Lanta[англ.], Dazed and Confused и Gimme Some Lovin'[англ.]

## Отзывы
Джефф Бартон в своей рецензии для Classic Rock написал, что Turning to Crime — кавер-альбом, который «показывает, что кавер-альбомы не обязательно должны быть отстойными». Критик похвалил песни «Dixie Chicken», «Lucifer», «White Room», «Watching The River Flow», особенно выделив «Caught In The Act», состоящую из нескольких частей, включая часть «Dazed and Confused» (песня, сочиненная Джеком Холмсом и некогда исполненная Led Zeppelin на их одноимённом дебютном студийном альбоме). Немного «оступилась», по мнению критика, группа только на песнях «7 And 7 Is» и «Oh Well», хотя «те песни, что на первом плане, значительно перевешивают недостатки альбома».

## Участники записи
Deep Purple
- Иэн Гиллан — ведущий вокал (все треки), бэк-вокал (2, 4, 5, 7, 8, 10, 11), перкуссия (3, 7)
- Стив Морс — гитара (все треки), соведущий вокал (9)
- Роджер Гловер — бас-гитара (все треки), дополнительные клавишные (1), бэк-вокал и перкуссия (7), соведущий вокал (9)
- Иэн Пейс — ударные (все треки)
- Дон Эйри — клавишные (все треки)

Приглашённые музыканты
- Боб Эзрин — бэк-вокал (2, 5, 7, 8, 10-12), соведущий вокал (9)
- Лео Грин — тенор-саксофон (2, 6), аранжировка духовых инструментов (2)
- Мэтт Холланд — труба (2, 6)
- Николь Талия — бэк-вокал (4, 6, 12)
- Марша Б. Моррисон — бэк-вокал (4, 6, 12)
- Джина Форсайт — скрипка (9)
- Брюс Дэйгрепонт — squeeze box (9)
- Джулиан Шэнк — перкуссия (10)

## Позиции в чартах
| Чарт (2021)                                   | Наивысшая позиция |
| --------------------------------------------- | ----------------- |
| Австрия (Ö3 Austria)                          | 5                 |
| Бельгия/Валлония (Ultratop)                   | 22                |
| Бельгия/Фландрия (Ultratop)                   | 29                |
| Великобритания (UK Albums Chart)              | 28                |
| Великобритания (UK Independent Albums Chart)  | 1                 |
| Великобритания (UK Rock & Metal Albums Chart) | 1                 |
| Венгрия (MAHASZ)                              | 24                |
| Германия (Offizielle Top 100)                 | 5                 |
| Испания (PROMUSICAE)                          | 50                |
| Италия (FIMI)                                 | 24                |
| Нидерланды (Album Top 100)                    | 25                |
| Норвегия (VG-lista)                           | 21                |
| Польша (ZPAV)                                 | 9                 |
| Финляндия (Suomen virallinen lista)           | 6                 |
| Чехия (ČNS IFPI)                              | 8                 |
| Швейцария (Schweizer Hitparade)               | 4                 |
| Швеция (Sverigetopplistan)                    | 14                |
| Шотландия (Scottish Albums Chart)             | 12                |

| Чарт (2021)                     | Позиция |
| ------------------------------- | ------- |
| Германия (Offizielle Top 100)   | 92      |
| Швейцария (Schweizer Hitparade) | 95      |